# Ctenogobius chengtuensis
Ctenogobius chengtuensis är en fiskart som först beskrevs av Chang, 1944.  Ctenogobius chengtuensis ingår i släktet Ctenogobius och familjen smörbultsfiskar. Inga underarter finns listade i Catalogue of Life.